# Babenburg

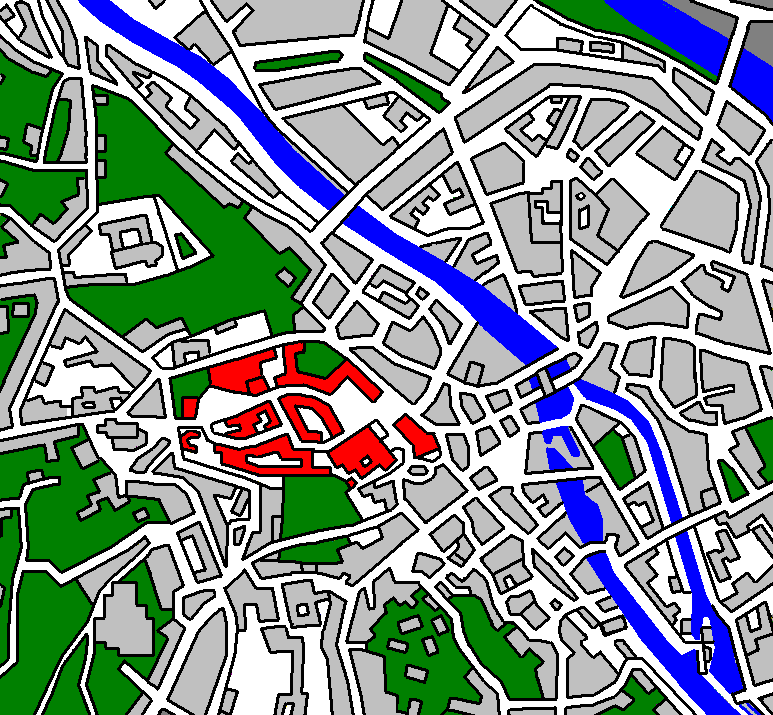
Bamberger Domberg

Die Babenburg war eine Befestigungsanlage und Reichsburg der Ottonen auf dem Bamberger Domberg, aus der sich die Stadt Bamberg entwickelte und von der das Geschlecht der Älteren Babenberger seinen Namen hat. Die Babenberger waren Grafen des Volkfeld-, Radenz- und Grabfeldgaus, die den Leitnamen Poppo führten.

## Geschichte
Wie archäologische Ausgrabungen bewiesen, war der Bamberger Domberg bereits um 600 n. Chr. besiedelt. Ungeklärt ist, ob der Platz seit der römischen Kaiserzeit ununterbrochen besiedelt war oder ob er damals neu besiedelt wurde. Die Babenburg war spätestens am Ende des 9. Jahrhunderts als regionales Machtzentrum mit einer Mauer umgeben. Im Jahr 902 wurde die Babenburg im Zusammenhang mit der Babenberger Fehde erstmals erwähnt. Mitte des 10. Jahrhunderts wurde König Berengar auf der Babenburg gefangen gehalten, was die Repräsentations- und Wehrfunktion der Anlage unterstreicht. Im Jahr 1004 begann man mit dem Bau des ersten Domes, dem Vorgängerbau des heutigen Domes. Damals war noch ein vorgelagerter Graben vorhanden, der vermutlich erst beim Bau des heutigen Domes im 13. Jahrhundert zugeschüttet wurde.